# 憶えのない殺人
『憶えのない殺人』（おぼえのないさつじん）は、「特集ドラマ」として2025年2月22日にNHK BSにて放送されたテレビドラマ。小林薫と尾野真千子が共演する。
NHK BSプレミアム4Kでは2025年1月25日で放送予定だったが、諸事情により延期し、放送日時は未定。
認知症を患う元警察官・佐治英雄と佐治に殺人犯の疑いをかけ、事件を追う刑事・北嶺亜弓の姿が描かれる。

## キャスト

### 主要人物
佐治英雄
演 - 小林薫
元警察官で東京郊外の駐在所に勤務していた。10年前に退職し、現在は認知症を患っている。
殺人事件の犯人だと疑われていると気づいて無実を証明しようとするが、自分が犯人かもしれないと疑い始める。
北嶺亜弓
演 - 尾野真千子
刑事。佐治の近所で起きた殺人事件の聞き込みのため、家を訪ねてくる。
佐治が犯人であると思わせる物証に行き着き、彼に対する疑いを深めていく。

### 周辺人物
楢崎康英
演 - 橋本じゅん
地元の開業医。一人暮らしの佐治の健康面をフォローする。
稲岡勇也
演 - 松澤匠
町田北署の刑事。北嶺の後輩。北嶺と組んで殺人事件の捜査に当たる。
奥田沙苗
演 - 鞘師里保
元地下アイドル。
桧沢肇
演 - 西村和泉
沙苗のストーカー。事件の被害者。
内山宗史郎
演 - 螢雪次朗
大工。
佐治花澄
演 - 中越典子（幼少期：横田真子）
佐治の娘。
佐治鮎子
演 - 筒井真理子
佐治の妻。故人。佐治の一番の理解者だった。
安原芳江
演 - 阿南敦子
佐治が通う近所のスーパーのレジ係。
上司
演 - 佐藤誓
北嶺亜弓の上司の刑事。
北嶺忠司
演 - 岡本篤
北嶺亜弓の夫。
斗川亨
演 - 室井響
佐治が通うコンビニの店員。
菊川
演 - 畦田ひとみ
スーパーのレジ係。安原芳江の後輩。
保育士
演 - 村崎真彩
北嶺亜弓が娘を預ける保育所の保育士。
内山寛人
演 - 山形匠
事件当日、佐治を桧沢肇が住むアパートの前で見かけたと証言する。
森山
演 - 斉藤ひかり
楢崎クリニックの看護師。
女性
演 - 長谷川千尋
コンビニ店内で佐治に奥田沙苗と見間違えられる女性客。
女子高生
演 - 平田風果
出所後の桧沢肇がつけ廻していた奥田沙苗と雰囲気の似た女子高生。
アイドル
演 - 寺尾日女香、山口恋生、倉田つきみ、松藤瑛瑠
奥田沙苗が参加していた地下アイドルのメンバー。
北嶺ふうか
演 - 梶山かんな
北嶺亜弓の娘。
安原大地
演 - 森田あお
安原芳江の息子。
団員
演 - 徳弘大和、小野口大気
いずみ町消防団員。

## スタッフ
- 作 - 大森美香[1]
- 音楽 - 河野伸[7]
- 演出 - 片岡敬司（NHKエンタープライズ)[1]
- 制作統括 - 後藤高久（NHKエンタープライズ）、磯智明（NHK）[7]
- 制作 - NHKエンタープライズ
- 制作・著作 - NHK